# Itacarambi (kommun)
Itacarambi är en kommun i Brasilien.   Den ligger i delstaten Minas Gerais, i den östra delen av landet, 400 km öster om huvudstaden Brasília. Antalet invånare är 17 739.
Följande samhällen finns i Itacarambi:
- Itacarambi

Omgivningarna runt Itacarambi är huvudsakligen savann. Runt Itacarambi är det glesbefolkat, med 15 invånare per kvadratkilometer.